# Październik 2005

## 1 października2005
- 26 osób zginęło, a prawie 130 zostało rannych w wyniku eksplozji do jakich doszło na indonezyjskiej wyspie Bali.

## 3 października2005
- Prezydent USA George W. Bush mianował Harriet Miers na stanowisko sędziego Sądu Najwyższego USA na miejsce zwolnione przez Sandrę Day O’Connor.
- Nagrodę Nobla z dziedziny medycyny otrzymali Australijczycy Barry Marshall i Robin Warren za odkrycie zakaźnego podłoża wrzodów żołądka i wywołującej je bakterii Helicobacter pylori.

## 4 października2005
- Maciej Giertych zrezygnował ze startu w wyborach prezydenckich (Wikinews)
- Nagrodę Nobla z dziedziny chemii otrzymali Yves Chauvin, Robert Grubbs i Richard Schrock.
- Nagrodą Nobla z dziedziny fizyki uhonorowani zostali Roy Glauber, John L. Hall i Theodor Hänsch.

## 5 października2005
- W zamachu bombowym w irackim meczecie w mieście Hilla zginęło 25 osób. (Wikinews)

## 7 października2005
- Pokojową Nagrodę Nobla otrzymała Międzynarodowa Agencja Energii Atomowej oraz jej dyrektor generalny Muhammad el-Baradei.

## 8 października2005
- Pogranicze Pakistanu, Indii i Afganistanu nawiedziło trzęsienie ziemi o magnitudzie 7,6 w skali Richtera. Śmierć poniosło ponad 30 tys. osób.(Wikinews)
- Europejski satelita Cryosat rozpadł się podczas wynoszenia na orbitę z powodu awarii rosyjskiej rakiety Rockot.
- Reprezentacja Polski w piłce nożnej awansowała do Mistrzostw Świata 2006 w Niemczech.

## 9 października2005
- Odbyła się I tura wyborów prezydenckich w Polsce. Wyniki: Donald Tusk – 36,33%, Lech Kaczyński – 33,10%, Andrzej Lepper – 15,11%, Marek Borowski – 10,33%, Jarosław Kalinowski – 1,80%, Janusz Korwin-Mikke – 1,43%, Henryka Bochniarz – 1,26%, Liwiusz Ilasz – 0,21%, Stanisław Tymiński – 0,16%, Leszek Bubel – 0,13%, Jan Pyszko – 0,07%, Adam Słomka – 0,06%. W II turze, która odbędzie się 23 października, udział wezmą Donald Tusk i Lech Kaczyński. (Wikinews)
- W szpitalu zmarła 10. maturzystka biorąca udział w wypadku autokarowym koło Jeżewa, który miał miejsce 30 września. Liczba ofiar wzrosła do 13.

## 10 października2005
- Państwowa Komisja Wyborcza podała wyniki I tury wyborów prezydenckich w Polsce.
- Angela Merkel stanie na czele rządu wielkiej koalicji CDU/CSU-SPD, zostając nowym kanclerzem Niemiec. Osiem ministerstw przypadnie SPD, stanowiska sześciu ministrów, kanclerza i szefa Urzędu Kanclerskiego przypadną chadekom. (Rzeczpospolita)
- Nagrody Nobla w dziedzinie nauk ekonomicznych otrzymali: Robert Aumann z Izraela i Thomas Schelling z USA.

## 12 października2005
- Chińska Republika Ludowa wystrzeliła swój drugi w historii załogowy pojazd kosmiczny – „Niebiański pojazd” – Shenzhou VI z kosmonautami Fei Junlongiem i Nie Haishengiem na pokładzie.

## 13 października2005
- Walki w rosyjskim mieście Nalczyk. (Wikinews)
- Literacką Nagrodę Nobla otrzymał brytyjski dramaturg i scenarzysta Harold Pinter. (stopklatka.pl)

## 15 października2005
- Według wstępnych wyników Irakijczycy przyjęli w referendum projekt nowej konstytucji. Pomimo zapowiedzi zmasowanych ataków terrorystycznych wybory przebiegły spokojnie. (Gazeta.pl)

## 17 października2005
- Zdobywając ok. 30% głosów, były piłkarz George Weah zwyciężył w I turze wyborów prezydenckich w Liberii.
- O 4:32 rano czasu lokalnego (23:32 poprzedniego dnia według czasu warszawskiego) wylądowała kapsuła z dwoma chińskimi kosmonautami: Fei Junlongiem i Nie Haishengiem. Kapsuła odłączyła się od wystrzelonego pięć dni wcześniej statku „Niebiański Pojazd” – Shenzhou VI, który pozostanie w kosmosie jeszcze przez około sześć miesięcy. (Gazeta.pl)

## 19 października2005
- Rozpoczął się proces usuniętego dyktatora Iraku Saddama Husajna.
- Rozpoczęło się pierwsze posiedzenie Sejmu V kadencji. Premier Marek Belka podał się do dymisji. Prezydent Aleksander Kwaśniewski desygnował na premiera Kazimierza Marcinkiewicza.

## 20 października2005
- Bogdan Borusewicz, senator niezależny popierany przez PiS, został marszałkiem Senatu VI kadencji.
- Sąd Najwyższy utrzymał wyrok skazujący Lwa Rywina na dwa lata więzienia i sto tysięcy złotych grzywny. (Rzeczpospolita)
- Do finałowej rundy wyścigu o fotel przewodniczącego brytyjskiej Partii Konserwatywnej weszli David Cameron i David Davis, eliminując Liama Foxa.

## 21 października2005
- Były premier i przewodniczący SLD Józef Oleksy został po raz drugi uznany za kłamcę lustracyjnego. Uznano, że Oleksy w latach 1970–1974 współpracował ze strukturą wywiadu wojskowego PRL znaną jako Agenturalny Wywiad Operacyjny. Wyrok nie był jednomyślny, zgłoszono zdanie odrębne. Orzeczenie sądu jest prawomocne, Oleksemu przysługuje wniosek o kasację do Sądu Najwyższego, zapowiedzianą przez jego obrońców. (Gazeta.pl)
- Zwycięzcą XV Międzynarodowego Konkursu Pianistycznego im. Fryderyka Chopina został Polak Rafał Blechacz.
- W Chorwacji, Anglii i Australii wykryto u zwierząt przypadki ptasiej grypy.
- Potężny huragan Wilma zbliża się powoli do wschodniego wybrzeża Meksyku.

## 23 października2005
- W kraju zakończyło się głosowanie w wyborach prezydenckich. Według oficjalnej informacji podanej przez PKW zwyciężył Lech Kaczyński otrzymując 54,04% głosów. Frekwencja w skali kraju miała wynieść 50,99%.
- W Rzymie zakończyła się XI Sesja Zwyczajna Synodu Biskupów Kościoła katolickiego, pierwsza za pontyfikatu Benedykta XVI. (Rzeczpospolita)
- Kanonizacja bł. Józefa Bilczewskiego przez papieża Benedykta XVI.

## 24 października2005
- Państwowa Komisja Wyborcza podała oficjalne wyniki wyborów na Prezydenta RP. Wybory wygrał Lech Kaczyński, otrzymując 54,04% głosów. Frekwencja w skali kraju wyniosła 50,99%.
- Prezydent USA mianował następcę Alana Greenspana na stanowisku szefa (tzw. przewodniczącego rady gubernatorów) Systemu Rezerwy Federalnej USA. Nominację otrzymał szef doradców ekonomicznych Białego Domu Ben Bernanke. Kandydat czeka jeszcze na zaaprobowanie przez Senat. (Gazeta.pl)
- Huragan Wilma dotarł na Florydę. Po drodze nawiedził zachodnie wybrzeże Kuby, skąd ewakuowano 600 tys. mieszkańców.

## 25 października2005
- Podano do wiadomości, że liczba ofiar śmiertelnych w amerykańskich siłach zbrojnych od początku konfliktu w Iraku sięgnęła 22 października dwóch tysięcy. (Departament Obrony USA)

## 26 października2005
- Marek Jurek (PiS) został wybrany Marszałkiem Sejmu. Otrzymał 265 głosów (PiS, Samoobrony, LPR i PSL). Pokonał w głosowaniu Bronisława Komorowskiego (PO), który otrzymał 133 głosy. Sejm wybrał pięciu wicemarszałków: Bronisław Komorowski (PO), Andrzej Lepper (Samoobrona), Wojciech Olejniczak (SLD), Marek Kotlinowski (LPR) i Jarosław Kalinowski (PSL)

## 27 października2005
- Wicemarszałkami Senatu zostali rekomendowani przez PiS Krzysztof Putra, Ryszard Legutko i Maciej Płażyński. Senatorowie odrzucili popieraną przez PO kandydaturę Stefana Niesiołowskiego. Tym samym PiS porzucił zwyczaj przyznawania przynajmniej jednego stanowiska wicemarszałka klubom mniejszościowym.
- Z kosmodromu w Plesiecku wystrzelony został skonstruowany przez europejskich studentów satelita SSETI Express. Wśród 23 uczelni uczestniczących w projekcie są Politechniki: Wrocławska i Warszawska, której studenci kontrolować będą przebieg misji w kosmosie.
- We Francji incydent w podparyskim Clichy-sous-Bois, związany ze śmiercią dwóch nastolatków, imigrantów z Afryki spowodował ogólnokrajowe zamieszki.

## 28 października2005
- Jan Rokita uzależnił powrót do rozmów o rządzie od przyznania się przez PiS do współpracy z Andrzejem Lepperem, przeproszenia za to i wycofanie się z koncepcji współpracy z Samoobroną.

## 29 października2005
- Kazimierz Marcinkiewicz zapowiedział utworzenie w poniedziałek rządu mniejszościowego – bez PO, jednak eksperckiego, z udziałem polityków spoza PiS. Zapowiedziła przedstawienie w poniedziałek propozycji umowy programowej.
- 55 osób zginęło, a 152 zostały ranne w wyniku trzech, niemal jednoczesnych wybuchów w stolicy Indii – Nowym Delhi.

## 30 października2005
- Lider PO Donald Tusk zaapelował na konferencji prasowej w Sopocie do Jarosława Kaczyńskiego o podjęcie się misji stworzenia nowego rządu. W zamian obiecał, że zwróci się do Rady Krajowej PO o poparcie i zadeklarował swoją „pełną współodpowiedzialność za sukces takich rozmów”.

## 31 października2005
- Prezydent Aleksander Kwaśniewski powołał rząd Kazimierza Marcinkiewicza. W skład Rady Ministrów wchodzą: Ludwik Dorn jako szef MSWiA, Zbigniew Ziobro jako minister sprawiedliwości, Andrzej Mikosz jako minister skarbu państwa, Jerzy Polaczek jako minister infrastruktury, Krzysztof Jurgiel jako minister rolnictwa, Jan Szyszko jako minister środowiska, Kazimierz Michał Ujazdowski będzie ministrem kultury, Krzysztof Michałkiewicz ministrem pracy, Stefan Meller będzie kierował MSZem, Radosław Sikorski MONem, ministerstwem finansów pokieruje Teresa Lubińska, gospodarki Piotr Woźniak, rozwoju regionalnego Grażyna Gęsicka, Zbigniew Religa zostanie ministrem zdrowia, ministrem edukacji będzie Michał Seweryński, a Ministerstwem Sportu pokieruje Tomasz Lipiec.
- Poparcie rządu Marcinkiewicza zapowiedziała Liga Polskich Rodzin. Prezes Ligi Marek Kotlinowski powiedział, że „Polsce jest potrzebny stabilny rząd, stabilna większość w Sejmie. Będziemy popierać to, co będzie dobrego w przedłożeniach rządowych, a ten rząd wymaga kredytu zaufania i wsparcia Ligi”.
- Ustępujący prezydent Polski Aleksander Kwaśniewski po raz pierwszy – w wywiadzie dla dziennika Corriere della Sera – zapowiedział swoją kandydaturę na stanowisko sekretarza generalnego ONZ.